# Cicurina maya
Cicurina maya är en spindelart som beskrevs av Willis J. Gertsch 1977. Cicurina maya ingår i släktet Cicurina och familjen kardarspindlar. Inga underarter finns listade i Catalogue of Life.